# Polyplax serrata
Polyplax serrata ist eine Art der Tierläuse, die vor allem bei Waldmäusen auftritt, Einzelnachweise gibt es auch für Feldspitzmaus, Rötelmaus und Feldmaus. Auch Haus- und Labormäuse werden befallen. Die Adulten sind 0,7 bis 1,5 mm lang, die Larven etwas kleiner. Die Augen sind rudimentär. Von der Rattenlaus kann die Art einfach anhand der thorakalen Sternalplatte unterschieden werden, diese ist bei der Rattenlaus fünfeckig, bei Polyplax serrata dreieckig. Zudem hat die vierte Paratergalplatte unterschiedlich lange Borsten, die dorsale ist länger als die ventrale, während sie bei der Rattenlaus annähernd gleich lang sind.
Das Weibchen klebt die 0,5 mm langen, bedeckelten Eier an ein Haar dicht oberhalb der Haut. Nach fünf bis sechs Tagen schlüpft die Nymphe über den Deckel und häutet sich innerhalb einer Woche insgesamt dreimal bis zum Adultstadium. Die Nymphen sind am ganzen Körper zu finden, während sich die Adulten überwiegend im vorderen Rückenbereich aufhalten. Die Nymphen ähneln den Adulten, sind aber kleiner. Der gesamte Lebenszyklus dauert also mindestens 13 Tage. Die Übertragung auf andere Tiere erfolgt durch direkten Kontakt.
Durch das Saugen von Blut kann ein starker Befall zu einer Blutarmut führen, die bis zum Tod führen kann. Zudem kann es zu Hautirritationen oder allergischen Reaktionen kommen. Darüber hinaus kann die Laus als Vektor für verschiedene Krankheitserreger wie Eperythrozoon coccoides und Francisella tularensis fungieren.